# Zè
Zè ist eine Stadt, ein Arrondissement und eine Kommune im Département Atlantique in Benin.

## Demographie und Verwaltung
Gemäß der Volkszählung von 2013 hatte Zè als Arrondissement 16.903 Einwohner, davon waren 8310 männlich und 8593 weiblich. Die wesentlich größere Kommune zählte zu diesem Zeitpunkt 106.913 Einwohner, davon 51.704 männlich und 55.209 weiblich.
Die elf Arrondissements, neben Zè noch Adjan, Dawé, Djigbé, Dodji-Bata, Hékanmè, Koundokpoè, Sèdjè-Dénou, Sèdjè-Houégoudo, Tangbo-Djevié und Yokpo, die der Gerichtsbarkeit der Kommune unterstehen, umfassen kumuliert 101 Dörfer. Davon entfallen 14 auf das Arrondissement Zè:
1. Akpali
2. Akpali-Do
3. Dokota
4. Dokota-Aga
5. Goulo
6. Guékoumèdé
7. Havikpa
8. Houédazounkpa
9. Sodji
10. Waga
11. Zannoudji
12. Zè
13. Zè-Wédji
14. Zoungbomey